# Ivanska
Ivanska är en ort i Kroatien.   Den ligger i länet Bjelovar-Bilogoras län, i den nordöstra delen av landet, 60 km öster om huvudstaden Zagreb. Ivanska ligger 132 meter över havet och antalet invånare är 852.
Terrängen runt Ivanska är platt. Runt Ivanska är det ganska glesbefolkat, med 39 invånare per kvadratkilometer. Närmaste större samhälle är Bjelovar, 13,6 km norr om Ivanska. Omgivningarna runt Ivanska är en mosaik av jordbruksmark och naturlig växtlighet.